# Orientul Mijlociu

O hartă cu țările din Orientul Mijlociu

Orientul Mijlociu este o zonă geografică situată în sudul și estul Mării Mediterane, care se întinde din estul Mediteranei până în Golful Persic. Orientul Mijlociu este o subregiune a Asiei, însă unii geografi susțin că este o parte a Africii.
Cele patru culturi principale din Orientul Mijlociu sunt: evreiască, persană, arabă și turcă. Aceste sfere culturale au origini lingvistice și etnice diferite.

## Granițe

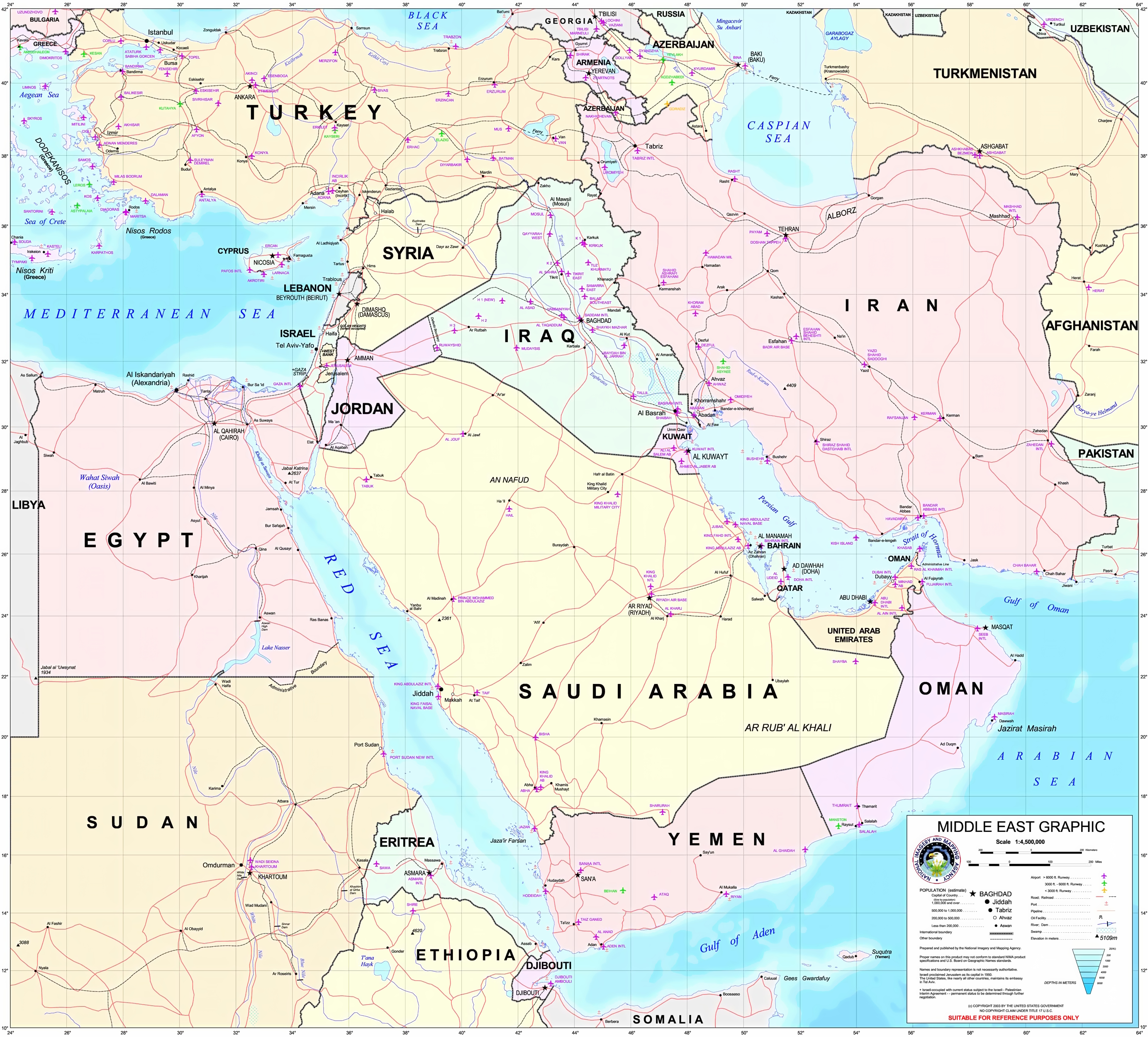
Harta Orientului Mijlociu

Termenul Orientul Mijlociu numește o zonă generală, neexistând granițe precise. Majoritatea geografilor consideră că acesta include Arabia Saudită, Armenia, Azerbaijan, Bahrainul, Egiptul, Emiratele Arabe Unite, Georgia, Iranul, Turcia, Irakul, Israelul, Iordania, Kuweitul, Libanul, Omanul, Qatarul, Siria, Yemenul și teritoriile palestiniene (Cisiordania și Fâșia Gaza). 
Țările din Magreb (Algeria, Libia, Maroc și Tunisia) au legături strânse cu Orientul Mijlociu, datorită asocierii lor culturale și istorice puternice. Țările africane Mauritania și Somalia au de asemenea legături cu regiunea. Turcia și Cipru, deși din punct de vedere geografic, fac parte din Orientul Mijlociu, se consideră părți ale Europei (deși Universitatea Tehnică a Orientului Mijlociu este situată în Ankara, Turcia). Afganistanul, situat în estul Orientului Mijlociu, este și el uneori considerat ca făcând parte din acesta.

## Religie

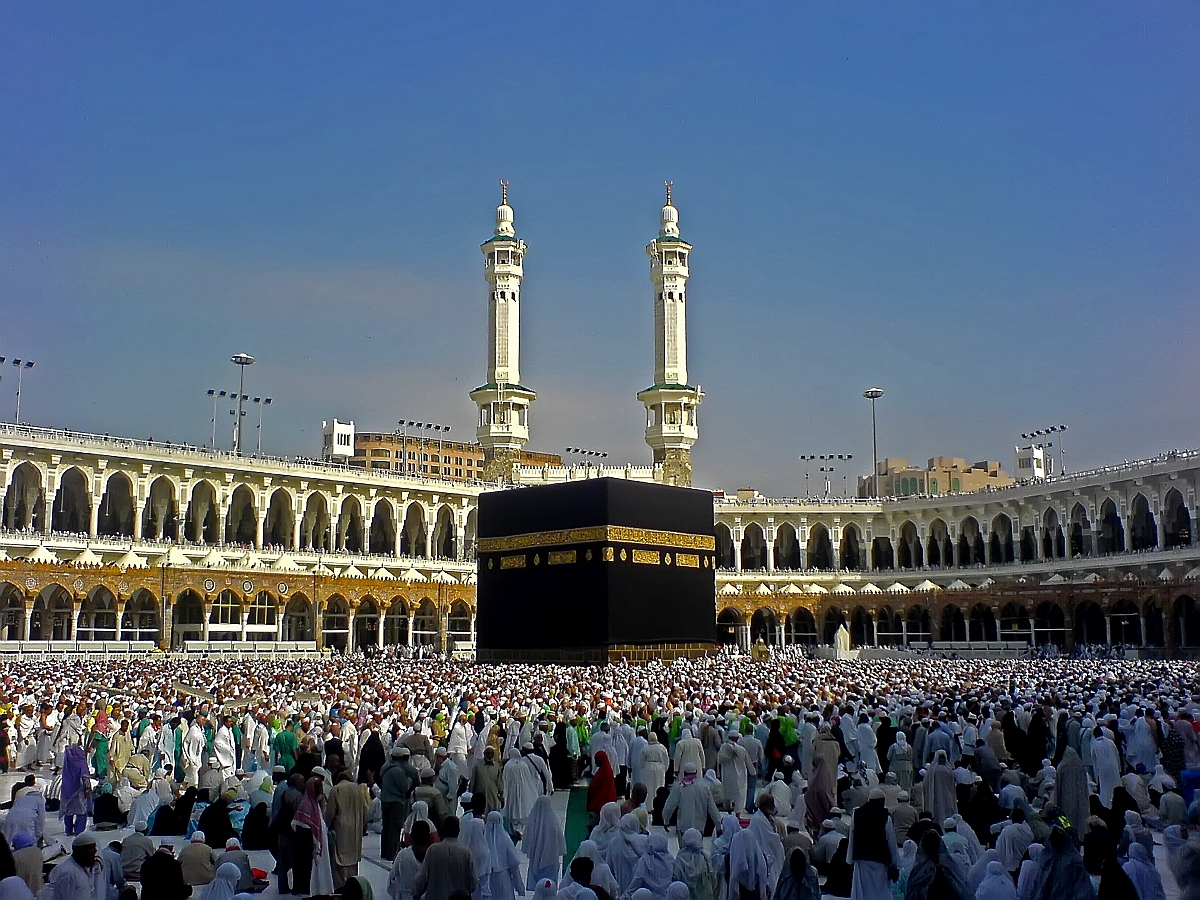
Kaaba, localizată în Mecca, Arabia Saudită

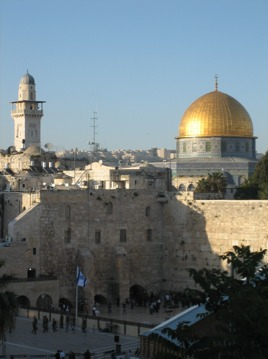
Zidul Plângerii și Cupola Stâncii din Ierusalim

Orientul Mijlociu este foarte divers când vine vorba de religii, dintre care multe își au originea în această regiune, ca cele trei mari religii monoteiste: islamul, care este cea mai mare religie din Orientul Mijlociu, iudaismul și creștinismul, care sunt de asemenea bine reprezentate în această regiune. Creștinii reprezintă 40,5% din Liban, unde președintele libanez, jumătate din cabinet și jumătate din parlament urmează unul dintre diferitele rituri creștine libaneze. Există, de asemenea, religii minoritare importante, cum ar fi Credința Baháʼí, Yarsanismul, Yazidismul, Zoroastrismul, Mandaeismul, Druzi și Shabakismul, iar în antichitate regiunea a fost casa religiilor mesopotamiene, religiilor canaanite, maniheismului, mitraismului și diferitelor secte gnostice monoteiste.

## Demografie
Conform datelor dispersate culese pe baza diferitelor recensăminte efectuate de statele din regiune (pe câțiva ani), creșterea populației este mare: aproape 2% pe an în medie, cu o fertilitate medie de 3,4 copii pe femeie pentru o medie mondială de 2,7 și o speranță de viață de 69 de ani.. 
Religia majoritară în această regiune este islamul în ramura sa sunită și centre importante ale religiei șiite sunt prezente în special în Irak și Iran. Într-o măsură mai mică, găsim creștini (în principal în Liban la aproape 45% și în Cipru), evrei în Israel și alte religii: bahai, zoroastrieni, protestanți etc.

### Grupuri etnice
Arabii constituie cel mai mare grup etnic din Orientul Mijlociu, urmați de diverse popoare iraniene și apoi de grupuri vorbitoare de limbi turcice (turcă, azeră și turkmenă irakiană). Grupurile etnice autohtone ale regiunii includ, pe lângă arabi, arameeni, asirieni, berberi, copți, druzi, ciprioți greci, evrei, kurzi, mandeeni, perși, samariteni și zaza etc. 
Grupurile etnice europene care formează o diasporă în regiune includ albanezi, bosniaci, cerchezi (inclusiv kabardini), tătari din Crimeea, greci, franco-levantini, italo-levantini și turkmeni irakieni. 
Printre alte populații migrante se numără chinezii, filipinezii, indienii, indonezienii, pakistanezii, paștunii, romii și afro-arabii.
| Stemă             | Steag | Țări                  | Populație (2020) | Suprafață (km) | Capitală  | PIB miliarde $ (2020) | PIB/cap loc. $(2020) | Limbi principale | Religie dominantă  |
| ----------------- | ----- | --------------------- | ---------------- | -------------- | --------- | --------------------- | -------------------- | ---------------- | ------------------ |
|                   |       | Akrotiri și Dhekelia  | 15.700           | 254            | Episkopi  | *                     | *                    | Engleză          | Creștin ortodoxă   |
|                   |       | Arabia Saudită        | 34.813.900       | 2.149.690      | Riad      | 701,467$              | 20.178,23$           | Arabă            | Islam sunit        |
|                   |       | Bahrein               | 1.701.570        | 758            | Manama    | 33,904$               | 22.402$              | Arabă            | Islam șiit         |
|                   |       | Cipru                 | 1.207.360        | 9.251          | Nicosia   | 23,967$               | 27.053,8$            | Greacă, turcă    | Creștini ortodocși |
|                   |       | Egipt                 | 102.334.000      | 1.002.000      | Cairo     | 361,847$              | 3.586,97$            | Arabă            | Islam sunit        |
|                   |       | Emiratele Arabe Unite | 9.890.400        | 83.600         | Abu Dhabi | 354,279$              | 31.982,23$           | Arabă            | Islam sunit        |
|                   |       | Irak                  | 40.222.500       | 435.244        | Bagdad    | 172,119$              | 4.288,77$            | Arabă, kurdă     | Islam sunit        |
|                   |       | Iran                  | 83.992.900       | 1.628.750      | Teheran   | 635,724$              | 7.554,77$            | Persană, kurdă   | Islam sunit        |
|                   |       | Israel                | 8.655.540        | 22.072         | Ierusalim | 402,639$              | 43.688,58 $          | Ebraică          | Iudaism            |
|                   |       | Iordania              | 10.203.100       | 89.342         | Amman     | 43,481$               | 4,259.26$            | Arabă            | Islam sunit        |
|                   |       | Kuweit                | 4.270.570        | 17.818         | Kuweit    | 107,936$              | 22,105.09$           | Arabă            | Islam sunit        |
|                   |       | Liban                 | 6.825.440        | 10.452         | Beirut    | 19,126$               | 2.802,14$            | Arabă            | Islam, creștinism  |
|                   |       | Oman                  | 5.106.630        | 6.220          | Muscat    | 63,192$               | 14.215,58$           | Arabă            | Islam ibadit       |
|                   |       | Palestina             | 4.260.636        | 309.500        | Ramalah   | 15,519$               | 3.042,17$            | Arabă            | Islam              |
|                   |       | Qatar                 | 2.881.050        | 11.586         | Doha      | 146,09$               | 52.144,16$           | Arabă            | Islam sunit        |
|                   |       | Siria                 | 17.500.700       | 185.180        | Damasc    | 60,043$               | 3.285,35$            | Arabă, kurdă     | Islam sunit        |
|                   |       | Turcia                | 84.339.100       | 783.562        | Ankara    | 719,537$              | 8.548,18$            | Turcă, kurdă     | Islam sunit        |
|                   |       | Yemen                 | 29.826.000       | 527.968        | Sana      | 20,14$                | 620,24$              | Arabă            | Islam sunit        |
| Orientul Mijlociu |       |                       | 443 770 760      | 7.272.793      |           |                       |                      |                  |                    |

## Eurocentrism
Unii au criticat termenul de Orient Mijlociu pentru că acesta ar promova eurocentrismul: regiunea este estică doar din perspectiva Europei occidentale. Pentru un indian se află în vest; pentru un rus, în sud. Termenul mijlociu a produs la rândul său confuzii. Înainte de Primul Război Mondial, termenul de Orient Apropiat era folosit în limbile din Europa de Vest cu referire la Balcani și Imperiul Otoman, în timp ce Orientul Mijlociu se referea la Persia, Afganistan și uneori la Asia centrală, Turkistan și la Caucaz. (Orientul Îndepărtat se referea la țări ca Malaezia sau Singapore, situate în estul Asiei.)
Odată cu dispariția Imperiului Otoman în 1918, termenul de Orient Apropiat a ieșit din uz, în timp ce termenul de Orient Mijlociu a început să fie folosit pentru lumea arabă. Totuși, termenul Orientul Apropiat, mai este folosit în câteva discipline academice, cum ar fi arheologia și istoria antică, unde se referă la o zonă identică cu cea descrisă de termenul Orientul Mijlociu în limbajul cotidian.

## Climat

Harta climatică a Orientului Mijlociu după clasificarea climatică a lui Köppen

Orientul Mijlociu are, în general, un climat cald și arid, în special în Peninsula Sinai și regiunile egiptene. Câteva râuri mari furnizează apă pentru irigații, pentru a susține agricultura în zone limitate, cum ar fi Delta Nilului din Egipt, bazinele hidrografice ale râurilor Tigru și Eufrat din Mesopotamia (Irak, Kuweit și estul Siriei) și cea mai mare parte a ceea ce este cunoscut sub numele de Semiluna Fertilă. În schimb, coasta levantină și cea mai mare parte a Turciei au un climat mai temperat, oceanic și mai umed. Majoritatea țărilor care se învecinează cu Golful Persic au rezerve vaste de petrol, monarhii din Peninsula Arabică, în special, beneficiind din punct de vedere economic de exporturile de petrol. Din cauza climatului arid și a dependenței puternice de industria combustibililor fosili, Orientul Mijlociu contribuie atât la schimbările climatice, fiind și o regiune care se așteaptă să fie grav afectată negativ modificările climatice în viitorul apropiat.

## Istorie

Harta etnografică a regiunii înainte de Primul Război Mondial, după Maunsell (1910)

Începând din mijlocul secolului XX, Orientul Mijlociu este un centru de afaceri mondial, și probabil cea mai sensibilă zonă a lumii din punct de vedere strategic, politic, economic și cultural. În zonă se află importante resurse de țiței, locul de naștere și centrul spiritual al iudaismului, creștinismului și islamului. De asemenea, Orientul Mijlociu este locul de desfășurare al conflictului arabo-israelian.
Regiunea este una dintre regiunile în care agricultura a fost descoperită în mod independent, iar din Orientul Mijlociu s-a răspândit, în timpul neoliticului, în diferite regiuni ale lumii precum Europa, Valea Indusului și Africa de Est. Înainte de formarea civilizațiilor, culturile avansate s-au format în tot Orientul Mijlociu în timpul epocii de piatră. Căutarea de terenuri agricole de către agricultori și de către păstori a însemnat diferite migrații în regiune care au modelat structura ei etnică și demografică.
Orientul Mijlociu este cunoscut pe scară largă drept Leagănul civilizației. Cele mai timpurii civilizații ale lumii, Mesopotamia (Sumer, Akkad, Asiria și Babilonia), Egiptul antic și Kiș din Levant, toate își au originea în regiunea Semilunii Fertile și Valea Nilului din Orientul Apropiat antic. Acestea au fost urmate de civilizațiile hitite, grecești, hurite și urartiene din Asia Mică; Elam, Persia și civilizațiile mediane din Iran, precum și civilizațiile din Levant (cum ar fi Ebla, Mari, Nagar, Ugarit, Canaan, Aramea, Mitanni, Fenicia și Israel) și din Peninsula Arabică (Magan, Sheba, Ubar). Orientul Apropiat a fost mai întâi unificat în mare parte sub Imperiul Neo-Asirian, apoi Imperiul Ahemenid, urmat mai târziu de Imperiul Macedonean și după aceasta într-o oarecare măsură de către imperiile iraniene (și anume Imperiile Parth și Sasanid), Imperiul Roman și Imperiul Bizantin. Regiunea a servit ca centru intelectual și economic al Imperiului Roman și a jucat un rol excepțional de important datorită periferiei sale asupra Imperiului Sasanid. Astfel, romanii au staționat până la cinci sau șase dintre legiunile lor în regiune cu unicul scop de a o apăra de raidurile și invaziile sasanide și beduine.
Începând cu secolul al IV-lea d.Hr., Orientul Mijlociu a devenit centrul celor două puteri principale la acea vreme, Imperiul Bizantin și Imperiul Sasanid. Cu toate acestea, califatul islamic de mai târziu din Evul Mediu, sau Epoca de aur a islamului, care a început odată cu cucerirea islamică a regiunii în secolul al VII-lea d.Hr., a unificat mai întâi întregul Orient Mijlociu ca regiune distinctă și a creat o regiune islamică dominantă, formând în regiune identitate etnică arabă, care persistă în mare măsură (dar nu exclusiv) și astăzi. Cele 4 califate care au dominat Orientul Mijlociu timp de mai bine de 600 de ani au fost Califatul Rashidun, Califatul Omeiad, Califatul Abbasid și Califatul Fatimid. 

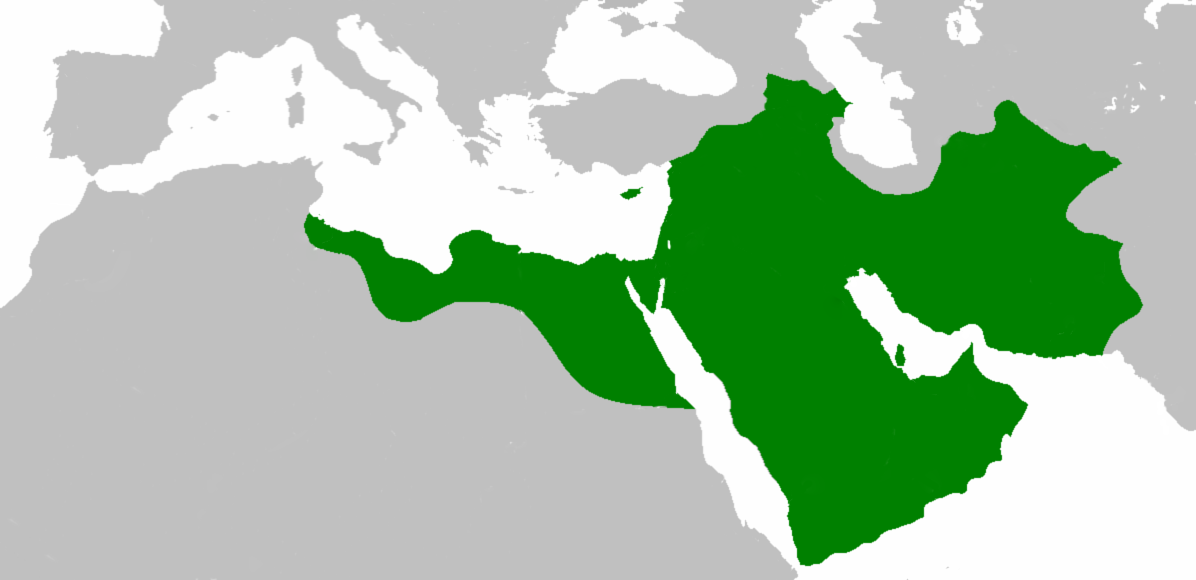
Califatul Rashidun în 654
Califatul Omeiad în 750
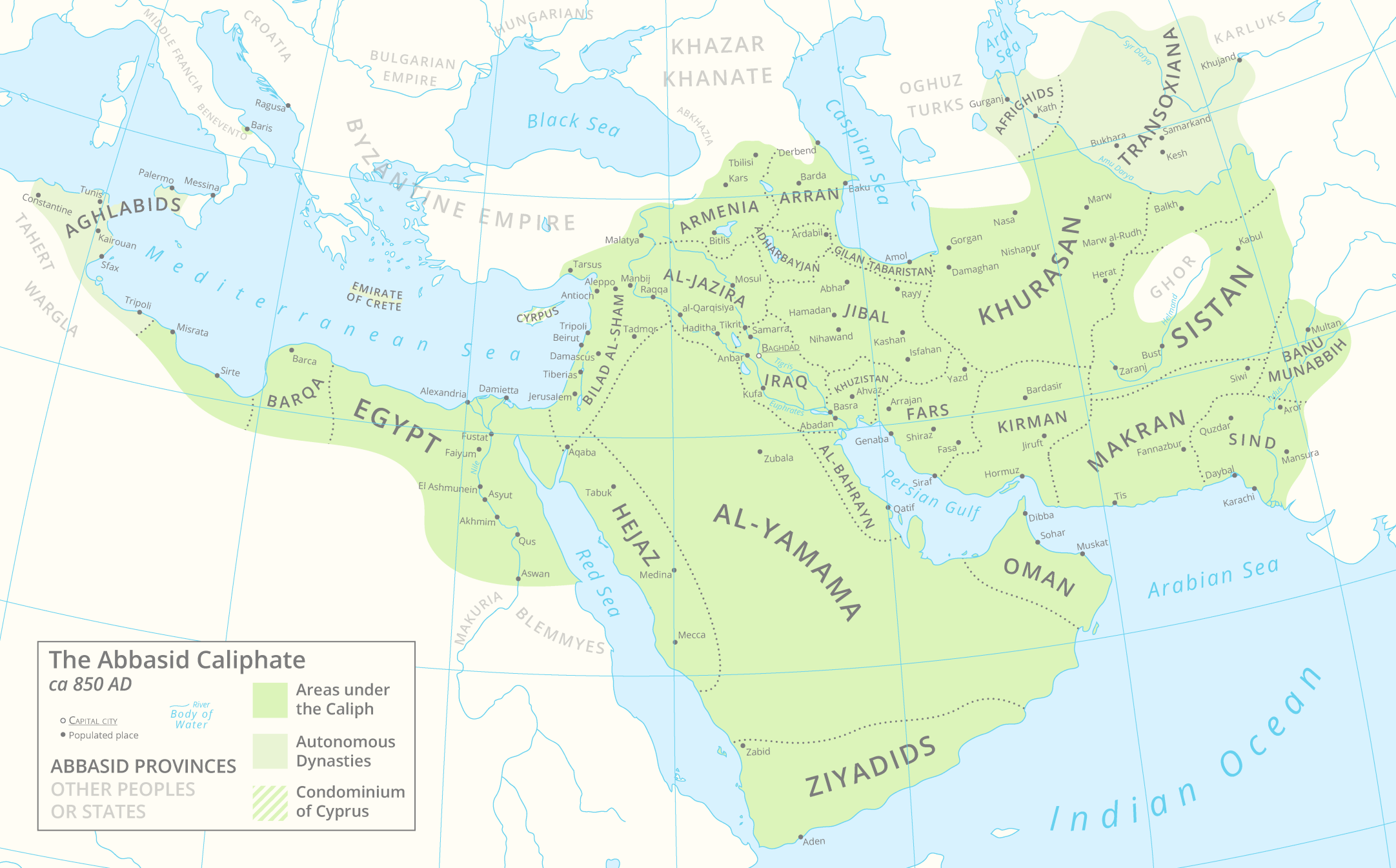
Califatul Abbasid în 850
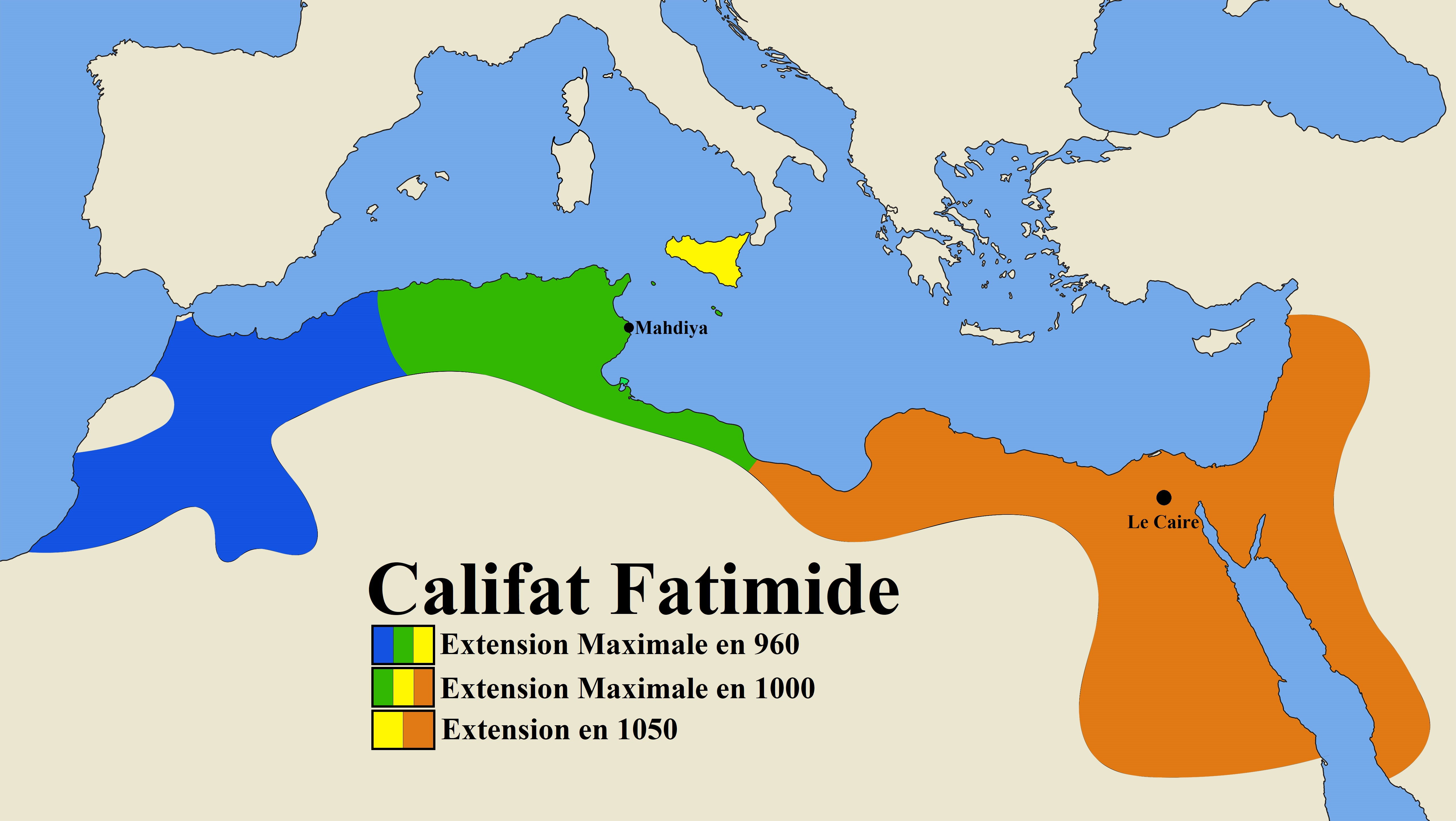
Califatul Fatimid în perioada 960-1050

Începând cu secolul al XVI-lea, Orientul Mijlociu a ajuns să fie dominat, din nou, de două puteri principale: Imperiul Otoman și dinastia Safavizilor.

Imperiul Otoman în jurul anului 1900 cuprindea o parte semnificativă a Orientului Mijlociu

Orientul Mijlociu modern a început după Primul Război Mondial, când Imperiul Otoman, care era aliat cu Puterile Centrale, a fost învins de Imperiul Britanic și aliații acestora și împărțit într-un număr de națiuni separate, inițial sub mandat britanic și francez. Alte evenimente definitorii în această transformare au inclus înființarea Israelului în 1948 și părăsirea regiunii de către puterile europene, în special a Marea Britanie și Franța, până la sfârșitul anilor 1960. Ei au fost înlocuiți într-o anumită parte de influența în creștere a Statelor Unite începând cu anii 1970.
În secolul al XX-lea, stocurile semnificative de țiței ale regiunii au conferit acesteia o nouă importanță strategică și economică. Extragerea de petrol în cantități mari a început în jurul anului 1945, în Arabia Saudită, Iran, Kuweit, Irak și Emiratele Arabe Unite, țări cu mari rezerve de petrol. Rezervele estimate de petrol, în special în Arabia Saudită și Iran, sunt unele dintre cele mai mari din lume, iar cartelul internațional de petrol OPEC este dominat de țările din Orientul Mijlociu.
În timpul Războiului Rece, Orientul Mijlociu a fost un teatru al luptei ideologice între cele două superputeri și aliații lor: NATO și Statele Unite, pe de o parte, și Uniunea Sovietică și Pactul de la Varșovia, pe de altă parte, acestea concurând pentru influența în regiune. Pe lângă motivele politice a mai existat și „conflictul ideologic” între cele două sisteme. Mai mult decât atât, așa cum susține Louise Fawcett, printre multe zone importante de dispută, sau poate mai exact de anxietate, se numărau, în primul rând, dorința superputerilor de a obține un avantaj strategic în regiune, în al doilea rând, faptul că regiunea conținea aproximativ două treimi a rezervelor mondiale de petrol într-un context în care petrolul devenea din ce în ce mai vital pentru economia lumii occidentale.  În acest cadru contextual, Statele Unite căuta să scoată lumea arabă de sub influența sovietică. De-a lungul secolelor XX și XXI, regiunea a cunoscut atât perioade de relativă pace și toleranță, cât și perioade de conflict, în special între suniți și șiiți.

## Geopolitică
În opinia locotenent-colonelului Ralph Peters, fost ofițer american de informații, care a lucrat în Germania, este că, actuala geografie politică a Orientului Mijlociu nu permite pacea.
Peters susținea, în 2006, că la originea mișcărilor insurgente din zonă se afla harta nedreaptă, trasată în secolul trecut de Imperiul britanic și Imperiul colonial francez.